# Бехбудов, Сафияр Абузар оглы
Сафияр Абузар оглы Бехбудов (азерб. Səfiyar Abuzər oğlu Behbudov; 14 июня 1967, Бардинский район — 21 марта 1992, Агдамский район) — азербайджанский военнослужащий, командир взвода, младший лейтенант. Национальный герой Азербайджана (1992, посмертно).

## Биография
Родился 14 июня 1967 года в селе Моллалы Бардинского района.
По окончании средней школы № 6 города Барда, в 1984 году отправляется на службу в ряды Советской армии, окончил службу младшим лейтенантом. С 1988 года участвует в национально-освободительных движениях, основал Организацию демократической молодежи Барды «Сой».
С 3 марта 1992 года на фронте в рядах Бардинского добровольческого батальона. Командир отдела после нескольких успешных операций в Тертерском направлении, вместе с отделом отправляется в Агдамский район. 11 марта, во время битвы за Аскеран, в местечке Каракая БМП Бехбудова был подбит, а сам он получил тяжёлое ранение и был взят в плен, где подвергался мучительным пыткам, но так и не выдал не одной тайны, за что был облит бензином и сожжён. 21 марта 1992 года, при помощи Агдамского отделения Народного фронта Азербайджана, останки Бехбудова были переданы Азерайджану.
Указом Президента Азербайджанской Республики от 7 июня 1992 года за защиту суверенности и территориальной целостности Азербайджанской Республики, храбрость в обеспечении безопасности мирного населения и личное мужество, Бехбудову Сафияру Абузар оглы присвоено звание Национального героя Азербайджана (посмертно).
Похоронен в родном селе Моллалы. Имя Сафияра Бехбудова носит средняя школа № 6 города Барда.